# Rayman M
Rayman M (Rayman Arena в США) — видеоигра для нескольких человек, разработанная Ubisoft Milan и изданная компанией Ubisoft. Впервые вышла 31 августа 2002 года для Windows, также издавалась для платформ PlayStation 2 Nintendo GameCube и Xbox. Это первая игра в серии Rayman, в которой можно играть в мультиплеер.

## Геймплей
Rayman M является «спортивной» игрой, в которой существует множество соревнований. В каждом соревновании может участвовать от двух до четырех участников (в режиме тренировки только один).

## Оценки
| Сводный рейтинг | Сводный рейтинг | Сводный рейтинг | Сводный рейтинг |
| Издание         | Оценка          | Оценка          | Оценка          |
| Издание         | GC              | PS2             | Xbox            |
| --------------- | --------------- | --------------- | --------------- |
| GameRankings    | 61,29 %         | 60,12 %         | 53,27 %         |